# Jan Izák
Jan Izák (10. května 1822 – 15. května 1898 Měrotín) byl rakouský politik české národnosti z Moravy; poslanec Moravského zemského sněmu.

## Biografie
Byl synem Josefa Izáka z Želechovic a Anny rozené Kráčmerové z Dolního Štěpánova. Podle údajů z roku 1864 působil jako majitel statku v Měrotíně.
Zapojil se i do vysoké politiky. V zemských volbách 1861 se stal poslancem Moravského zemského sněmu, za kurii venkovských obcí, obvod Litovel, Uničov, Konice. Na sněmu prosadil výstavbu silnice z Litovle do Konice. Patřil k Moravské národní straně (staročeské). Hájil zájmy drobných rolníků, a proto nebyl příliš oblíben mezi sedláky. V zemských volbách v lednu 1867 kandidoval jako nezávislý český kandidát, ale nebyl zvolen a místo něj do sněmu usedl Jakub Nedopil coby oficiální kandidát Moravské národní strany.
V únoru 1880 se v regionu objevily falešné zprávy o tom, že bývalý poslanec Izák byl raněn mrtvicí a zemřel. Tisk posléze uvádí, že Jan Izák je zdráv a že šlo o lež. Zemřel pak až v květnu 1898 v usedlosti čp. 48 v Měrotíně na sešlost věkem. Bylo mu 76 let.
Z Měrotína pocházel i lékař Jan Izák, narozený roku 1850 Janu a Anně Izákovým v Měrotíně v čp. 1. Zemřel roku 1923.